# Giulia Caminito
Giulia Caminito (geboren 1988 in Rom) ist eine italienische Schriftstellerin.

## Leben
Giulia Caminito wuchs in Anguillara Sabazia am Lago di Bracciano auf. Sie studierte Politische Philosophie an der Università degli studi Roma Tre.  Sie arbeitet als Herausgeberin und Lektorin in Rom.
Caminito debütierte 2016 mit dem Roman La grande A. Ihr dritter Roman L' acqua del lago non è mai dolce stand 2021 auf der Shortlist des Premio Strega und gewann den alternativen Premio Strega Off und den Premio Campiello. 

## Werke
- La grande A. Giunti, Florenz 2016.
  - Das große A. Übersetzung von Barbara Kleiner. Verlag Klaus Wagenbach, Berlin 2024, ISBN 978-3-8031-3369-4.
- Guardavamo gli altri ballare il tango. Elliot, Rom 2017.
- Un giorno verrà. Bompiani, Mailand 2019.
  - Ein Tag wird kommen : Roman. Übersetzung Barbara Kleiner. Klaus Wagenbach, Berlin 2020, ISBN 978-3-8031-2852-2.
- L' acqua del lago non è mai dolce. Bompiani, Mailand 2021.
  - Das Wasser des Sees ist niemals süß. Roman. Übersetzung Barbara Kleiner. Klaus Wagenbach, Berlin 2022, ISBN 978-3-8031-2873-7.